# Malorie Blanc
Malorie Blanc (* 6. Januar 2004) ist eine Schweizer Skirennfahrerin. Sie ist auf die Disziplinen Abfahrt und Super-G spezialisiert. Ihre bisher grössten Erfolge sind zwei Juniorenweltmeistertitel im Jahr 2024 sowie ein zweiter Platz bei ihrem Abfahrtsdebüt im Weltcup am 11. Januar 2025 in St. Anton. 

## Biografie
Blanc stammt aus Ayent im Kanton Wallis. Ihr internationales Renndebüt gab sie am 17. November 2020 in Arosa bei den Schweizer Meisterschaften im Riesenslalom, wobei sie jedoch ausschied. In den darauffolgenden Jahren startete sie hauptsächlich bei FIS-Rennen in der Schweiz sowie im benachbarten Ausland. 2023 bestritt sie ihr erstes internationales Grossereignis. Bei den Juniorenweltmeisterschaften in St. Anton erreichte sie als beste Platzierung den 13. Rang in der Abfahrt. In der Saison 2023/24 etablierte sie sich im Europacup und errang drei Super-G-Podestplätze, am 25. Januar 2024 in Orcières sowie am 5. und 6. Februar jeweils in La Thuile. Damit belegte sie am Ende der Saison den vierten Platz in der Disziplinenwertung.
Die bis dahin grössten Erfolge ihrer Karriere feierte Blanc bei den Juniorenweltmeisterschaften im Département Haute-Savoie. Sie gewann die Goldmedaille im Super-G sowie gemeinsam mit Anuk Brändli in der Alpinen Teamkombination, ausserdem die Silbermedaille in der Abfahrt hinter Victoria Olivier. Am 11. Februar 2024 zog sie sich bei einem Sturz während der Euroapcupabfahrt in Crans-Montana einen Kreuzbandriss zu, wodurch sie für mehrere Monate ausfiel. Auch musste sie dadurch auf einen Start beim Weltcupfinale verzichten, der ihr als amtierender Juniorenweltmeisterin im Super-G zugestanden hätte.
Am 17. Dezember 2024 gelang Blanc der erste Europacupsieg beim Super-G von Zinal. Vier Tage später gab sie beim Super-G von St. Moritz ihr Weltcupdebüt, schied jedoch aus. Am 11. Januar 2025 erreichte sie in St. Anton bei ihrer ersten Weltcupabfahrt  mit Startnummer 46 überraschend Rang zwei – mit nur sieben Hundertstelsekunden Rückstand hinter Siegerin Federica Brignone. Mit einem 9. Platz im Super-G am darauffolgenden Tag konnte sie ihre Leistung bestätigen.

## Erfolge

### Weltmeisterschaften
- Saalbach-Hinterglemm 2025: 12. Super-G, 15. Team-Kombination, 19. Abfahrt

### Weltcup
- 2 Rangierungen unter den ersten Zehn, davon 1 Podestplatz

### Juniorenweltmeisterschaften
- St. Anton 2023: 13. Abfahrt, 14. Super-G
- Haute-Savoie 2024: 1. Super-G, 1. Alpine Team Kombination, 2. Abfahrt, DNF Riesenslalom

### Europacup
- 4 Podestplätze, davon 1 Sieg:

| Datum             | Ort   | Land    | Disziplin |
| ----------------- | ----- | ------- | --------- |
| 17. Dezember 2024 | Zinal | Schweiz | Super-G   |

### Weitere Erfolge
- 2022: Bronzemedaille in der Alpinen Kombination bei den Schweizer Meisterschaften
- 2025: Silbermedaille im Super-G und Bronzemedaille im Riesenslalom bei den Schweizer Meisterschaften